# Neopleustes kussakini
Neopleustes kussakini is een vlokreeftensoort uit de familie van de Pleustidae. De wetenschappelijke naam van de soort is voor het eerst geldig gepubliceerd in 1995 door Budnikova.